# Goool.de

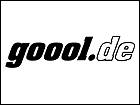
Logo

Goool.de war eine deutsche Marke der Goool.de Sportswear GmbH für Sport- und Freizeitbekleidung sowie für Sportartikel; insbesondere für Mannschaftssportarten (sog. „Teamware“). Die Firma gehörte zur Unternehmensgruppe des Fußball-Bundesligisten Borussia Dortmund (BVB).

## Geschäftsgründung und Besitzverhältnisse
In den Jahren 2000 bis 2008 versuchte der BVB als erster Klub in der deutschen Fußball-Bundesliga, eine eigene Marke für Sportbekleidung zu etablieren, die gegen Branchengrößen wie Adidas, Puma oder Nike in Wettbewerb trat. Das Unternehmen Goool.de Sportswear ließ Sportbekleidung (insbesondere Fußball-Mannschaftstrikots und Trainingsbekleidung) sowie Handschuhe, Bälle und ähnliche Sportartikel fertigen und vertrieb diese.
Mit der Gründung der vereinseigenen Goool.de Sportswear GmbH mit Sitz in Dortmund und dem Vertriebsstart am 25. Mai 2000 verbanden die Geschäftsführer Willi Kühne (damaliger Leiter Merchandising) und Michael Meier (damaliger Manager der Profimannschaft) die Hoffnung, durch die Generierung von Umsätzen außerhalb des reinen Spielbetriebs unabhängiger vom sportlichen Erfolg der Lizenzspielerabteilung zu werden. Ein späterer Börsengang des Tochterunternehmens war geplant.
Über die BVB Stadion GmbH (vormals Westfalenstadion Dortmund GmbH & Co. KG) und die BVB Beteiligungs-GmbH war die Goool.de Sportswear GmbH immer zu 100 % im Besitz der Borussia Dortmund GmbH & Co. KGaA.

## Verkauf der Marke
Im Zuge der Sanierung der finanziell angeschlagenen Mutter BVB wurde bereits am 20. September 2000 die Marke „Goool.de“ für 20 Millionen Euro an den Kölner Gerling-Versicherungskonzern verkauft und als Sicherheit Teile der Borussen-Markenrechte hinterlegt. Dieser vermietete sie für eine jährliche Lizenzgebühr in Höhe von 1,47 Millionen Euro an die Borussia Dortmund KGaA zurück.
(Siehe auch Sale-and-Lease-Back-Geschäft)
Das Sanierungskonzept und das Geschäftsgebaren inner- und außerhalb der BVB-Unternehmen war juristisch umstritten, wurde in Anleger- und Fankreisen heftig diskutiert und sorgte u. a. später für den Rückzug des damaligen BVB-Präsidenten und Vorsitzenden der Geschäftsführung der Kommanditgesellschaft auf Aktien Gerd Niebaum und des Managers Michael Meier.

## Umsatzzahlen und Wirtschaftlichkeit
In der Saison 2001/2002 verzeichnete Goool.de laut einem Bericht des Sportmagazins Kicker einen Umsatz von 4,9 Millionen Euro und einen Gewinn von 110.600 Euro. Das Geschäftsjahr 2005/2006 wurde mit einem Minus in Höhe von 1,3 Millionen Euro abgeschlossen.
Die eigene Bundesliga-Mannschaft des BVB wurde vom 1. Juli 2000 bis zum 30. Juni 2004 von Goool.de ausgerüstet. Ab der Saison 2004/2005 wurde Borussia Dortmund jedoch wieder (wie bereits von 1990 bis Juni 2000) durch Nike ausgestattet.
Zeitweilig gelang es, auch andere Fußballvereine mit Sportbekleidung von Goool.de auszustatten. Dies waren jedoch unterklassige Vereine, beispielsweise den SCB Viktoria Köln (ehemals SCB Preußen Köln) aus der Oberliga Nordrhein in 2002 oder Kickers Offenbach aus der Regionalliga Süd/2. Bundesliga vom 1. Juli 2004 bis zum 30. Juni 2008 sowie der 1. FC Dynamo Dresden aus der Regionalliga Nord/2. Bundesliga vom 1. Juli 2002 bis zum 30. Juni 2005.
Für kurze Zeit war goool.de auch im Eishockeysport und im Curling vertreten. Die deutsche Eishockeynationalmannschaft trug von Oktober 2003 bis Mai 2005 außerhalb des Spielfeldes Kleidung von goool.de; der EHC Dortmund in den Jahren 2006/2007. Der Deutsche Curling-Verband wurde vom 1. April 2004 bis zum 30. Juli 2005 von goool.de ausgestattet.

## Einstellung des Geschäftsbetriebes
Dem Unternehmen gelang es zu keiner Zeit, die ursprünglichen Erwartungen zu erfüllen und dauerhaft erwähnenswerte Marktanteile in der deutschen Sportbekleidungsbranche zu erlangen.
Auch der Versuch, sich auf dem Low Budget-Markt zu etablieren, brachte keine signifikanten Ergebnisse.
Im Jahr 2006 wurde das Unternehmen goool.de Sportswear GmbH nochmals unternehmerisch tätig, indem Teile der Summe zum Rückkauf der Stadionrechte durch diese aufgebracht wurden.
Der Geschäftsbetrieb der goool.de Sportswear GmbH (juristisch präzise formuliert: mit der Einschränkung auf „soweit die Herstellung und der Vertrieb von Sport- und Freizeitkleidung betroffen war“) wurde zum 30. Juni 2008 eingestellt.
Am 13. Juni 2008 erfolgte im Handelsregister die Umfirmierung zur BVB Stadion Holding GmbH. Die Domain www.goool.de ist inzwischen verwaist.